# Myross Bush (Nouvelle-Zélande)
La ville de Myross Bush est une localité  rurale située sur la limite nord-est de la cité d’Invercargill dans la région du Southland dans le sud de l’Île du Sud de la Nouvelle-Zélande.

## Situation
D’autres villages à proximité comprennent la ville de  Makarewa vers le nord-ouest,  Rakahouka et Roslyn Bush vers le nord-est, et Kennington vers le sud-est.

## Population
Le recensement de 2001 en Nouvelle-Zélande ) montrait que la ville de ‘Myross Bush’ avait une population de 465 habitants; 234 femmes et 231 hommes.  Cela représente une augmentation de 3,3 % soit 15 personnes par rapport au recensement de 1996.  La communauté a un revenu moyen de 21 700 NZ$, ce qui est supérieur de 5 500 NZ$ par rapport au revenu moyen régional et 3 200 NZ$ supérieur au revenu moyen national..
La zone statistique de Myross Bush couvre 20,49 km2 et inclut aussi la localité de Makarewa. 
Elle a une population estimée à  1 230 résidents en juin 2020 avec une densité de population de  60 personnes par km2.
La localité de Myross Bush avait une population de 1 134 habitants  lors du recensement de 2018 en Nouvelle-Zélande, en augmentation de 84 personnes (8,0 %) depuis le recensement de 2013 et une augmentation de 171 personnes (17,8 %) depuis le recensement de 2006. 
Il y avait 384 logements. 
On comptait 576 hommes et 561 femmes, donnant ainsi un sexe-ratio de 1,03 homme pour une femme. 
L’âge médian était de 44,6 ans (comparé avec les 37,4 ans au niveau national), avec 243 personnes (21,4 %) âgées de moins de 15 ans, 156 personnes (13,8 %) âgées de 15 à 29 ans, 588 personnes (51,9 %) âgées de 30 à 64 ans, et 150 personnes (13,2 %) âgées de 65 ans et plus.
L’ethnicité était pour 96,3 % européens/Pākehā, 7,1 % Māori, 0,8 % personnes du Pacifique, 0,5 % asiatiques et 0,8 % d’une autre ethnicité (le total peut faire plus de 100% dans la mesure où une personne peut s’identifier à de multiples ethnicités).
La proportion de personnes nées outre-mer était de 6,3 %, comparée avec les 27,1 % au niveau national.
Bien que certaines personnes objectent à donner leur religion, 51,6 % n’avaient aucune religion, 42,1 % étaient chrétiens et 0,8 % avaient une autre religion.
Parmi ceux d’au moins 15 ans d’âge, 177 personnes (19,9 %) avait un niveau de bachelier ou un degré supérieur et 144 personnes (16,2 %) n’avaient aucune qualification formelle. 
Les revenus médian étaient de 46,800 $, comparés avec les 31,800 $ au niveau national. 
267 personnes (30,0 %) gagnaient  plus de 70,000 $ comparées avec les  17,2 % au niveau national. 
Le statut d’emploi de ceux d’au moins 15 ans était pour 510 personnes (57,2 %) employés à plein temps, pour 162 personnes (18,2 %) étaient employés à temps partiel et 12 personnes (1,3 %) étaient sans emploi .

## Éducation
Une école primaire petite mais bien établie  est localisée au niveau de la ville de ‘Myross Bush’.  Sa localisation dans un secteur rural mais près de la zone urbaine est considéré comme un avantage pour les élèves dans le rapport de 2006 .